# Ле Стрейндж, Джоан, 9-я баронесса Стрейндж из Нокина
Джоан ле Стрейндж (англ. Joan Lestrange; приблизительно 1463 — 20 марта 1514) — английская аристократка, 9-я баронесса Стрейндж из Нокина в своём праве (suo jure) с 1479 года. Единственный ребёнок Джона ле Стрейнджа, 8-го барона Стрейнджа из Нокина, и его первой жены Жакетты Вудвилл. После смерти отца унаследовала семейные владения, расположенные главным образом в Шропшире, и права на баронский титул. Находилась в близком родстве с королевской семьёй: жена Эдуарда IV приходилась ей родной тёткой, а жена Генриха VII — двоюродной сестрой. До 26 февраля 1481 года Джоан стала женой Джорджа Стэнли, которого в дальнейшем вызывали в парламент как лорда Стрейнджа из Нокина jure uxoris.
В браке Джоан родила трёх сыновей: Томаса (2-го графа Дерби и 10-го барона Стрейнджа из Нокина), Джона и Джеймса.